# Търгу Фрумос
Търгу Фрумос е град в Румъния в окръг Яш, който се намира в историческата област Молдова. Намира се в долината на река Бахлуй, на 46 км западно от гр. Яш. Населението му е 13 619 души.

## География
Търгу Фрумос е разположен на надморска височина 100 метра.

## История
Селището е едно от най-старите в Молдова като се споменава в документи от 1448 г. По време на Втората световна война са унищожени около 60% от града.